# The Temptations Christmas Card
The Temptations Christimas Card es un álbum navideño de 1970 de The Temptations para el sello discográfico Motown. El álbum fue lanzado el 30 de octubre de 1970. Es también el primer lanzamiento para fechas festivas de la banda, el cual presenta varias canciones populares navideñas cantadas por cada miembro de la banda y canciones originales navideñas.

## Lista de canciones
Lado uno
1. "Rudolph the Red-Nosed Reindeer" (cantantes principales: Eddie Kendricks; intro: Paul Williams, Dennis Edwards, Otis Williams, Melvin Franklin) 3:01
2. "My Christmas Tree" (cantante principal: Eddie Kendricks) 3:21
3. "Santa Claus Is Coming to Town" (cantante principal: Dennis Edwards) 3:26
4. "Silent Night" (cantante principal: Eddie Kendricks) 2:26
5. "Someday at Christmas" (cantante principal: Melvin Franklin) 3:27

Lado dos
1. "White Christmas" (cantantes principales: Eddie Kendricks, Paul Williams, Dennis Edwards) 4:27
2. "Let It Snow! Let It Snow! Let It Snow!" (cantante principal: Dennis Edwards) 3:37
3. "Silver Bells" (cantantes principales: Eddie Kendricks, Melvin Franklin) 2:13
4. "The Christmas Song" (cantante principal: Otis Williams) 3:35
5. "Little Drummer Boy" (cantantes principales: The Temptations) 3:25

## Personal
- Dennis Edwards - voz
- Eddie Kendricks - voz
- Paul Williams - voz
- Melvin Franklin - voz
- Otis Williams - voz
- The Funk Brothers - instrumentación